# Сідлянка
Сідлянка (пол. Siedlanka) — колишнє село на Закерзонні, а тепер — північно-східна частина міста Лежайськ (Підкарпатське воєводство, Лежайський повіт, українська етнічна територія Надсяння).

## Історія
В 1831 р. у селі налічувалося 242 греко-католики парафії Лежайськ Канчуцького деканату Перемишльської єпархії, у 1868 р. — 203, у 1900 р. — 217, у 1910 р. — 241.
1934 р. — включення села до об'єднаної сільської ґміни Куриловка Ланьцутського повіту Львівського воєводства.
У 1937 р. в селі проживало 283 греко-католики. У міжвоєнний період українська громада була згуртованою, діяла читальня товариства «Просвіта». Українці-грекокатолики належали до парафії Лежайськ Каньчуцького деканату (з 1920 р. — Лежайського) Перемишльської єпархії.
У 1939 році в Сідлянці проживало 440 мешканців, з них 210 українців, 210 поляків і 20 євреїв. Село входило до ґміни Єльна Ланьцутського повіту Львівського воєводства.
1945 року відповідно до «Угоди про взаємний обмін населенням у прикордонних районах» більшість українського населення Сідлянки була виселена в СРСР. Жителі села були переселені в населені пункти Станіславської області — вивезено 159 осіб (45 сімей).
29 жовтня 1947 року село включене до складу міста Лежайськ. Його територія послужила для розміщення очисної станції каналізаційних стоків, а вулиця, що веде до неї, отримала назву Сідлянка Бічна.